# Gli sfasati
Gli sfasati (The Entertainer) è un film del 1960 diretto da Tony Richardson.
Il soggetto è basato sull'omonima commedia teatrale di John Osborne. Laurence Olivier interpreta un attore di terz'ordine del varietà in declino che prova a continuare la sua carriera mentre il genere si dissolve e la sua vita personale cade a pezzi.
Il film è stato adattato da Osborne e Nigel Kneale e prodotto da Harry Saltzman. Ha ricevuto una nomination agli Academy Award per miglior attore protagonista (Olivier).